# Germánský futhark prostý

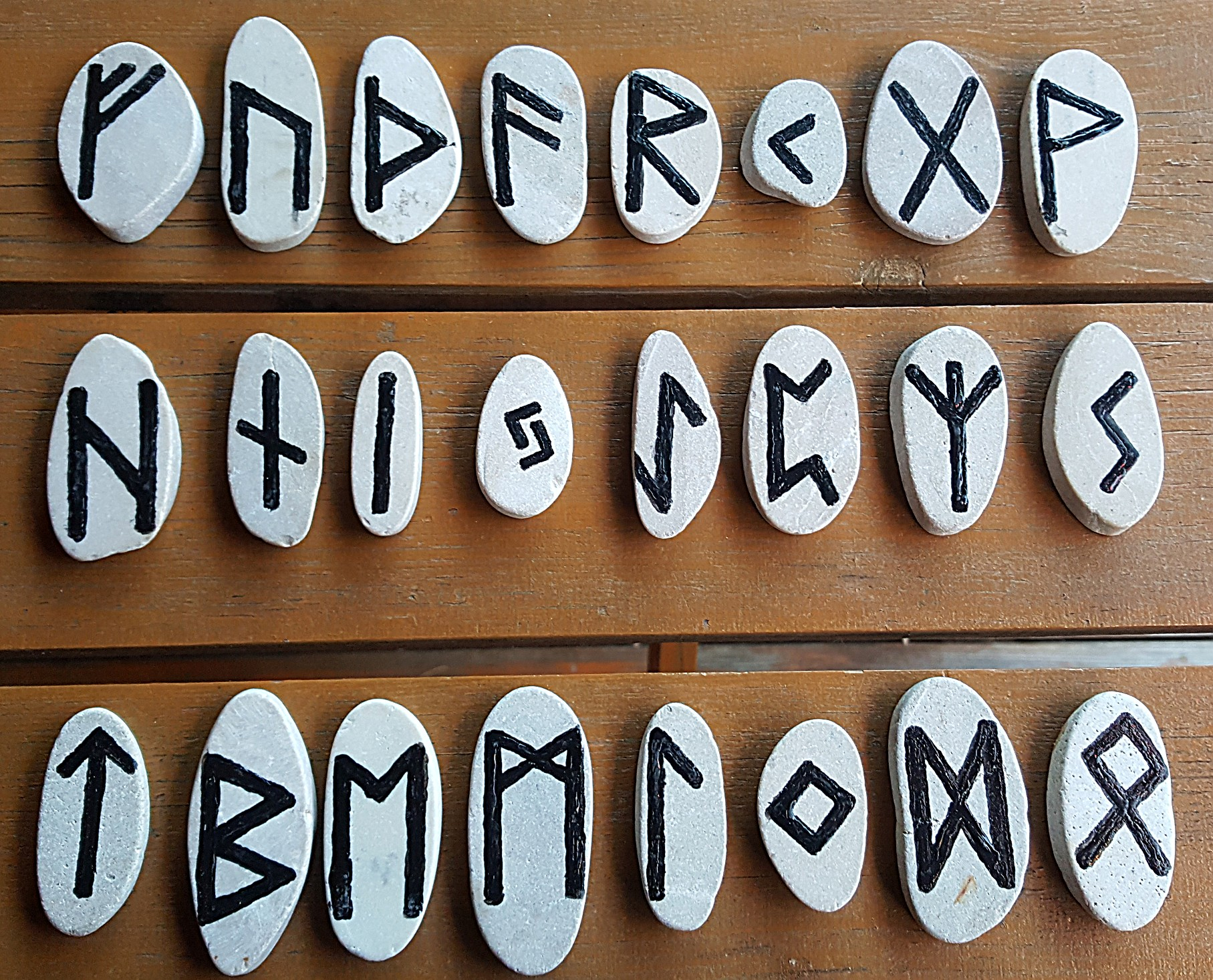
Starší futhark

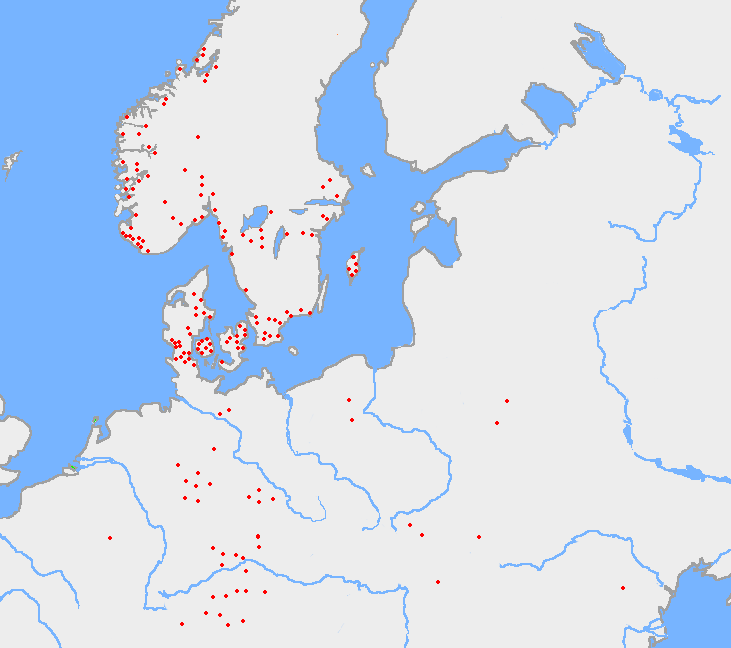
Mapa rozšíření nálezů germánského futharku z doby před 6. stol.

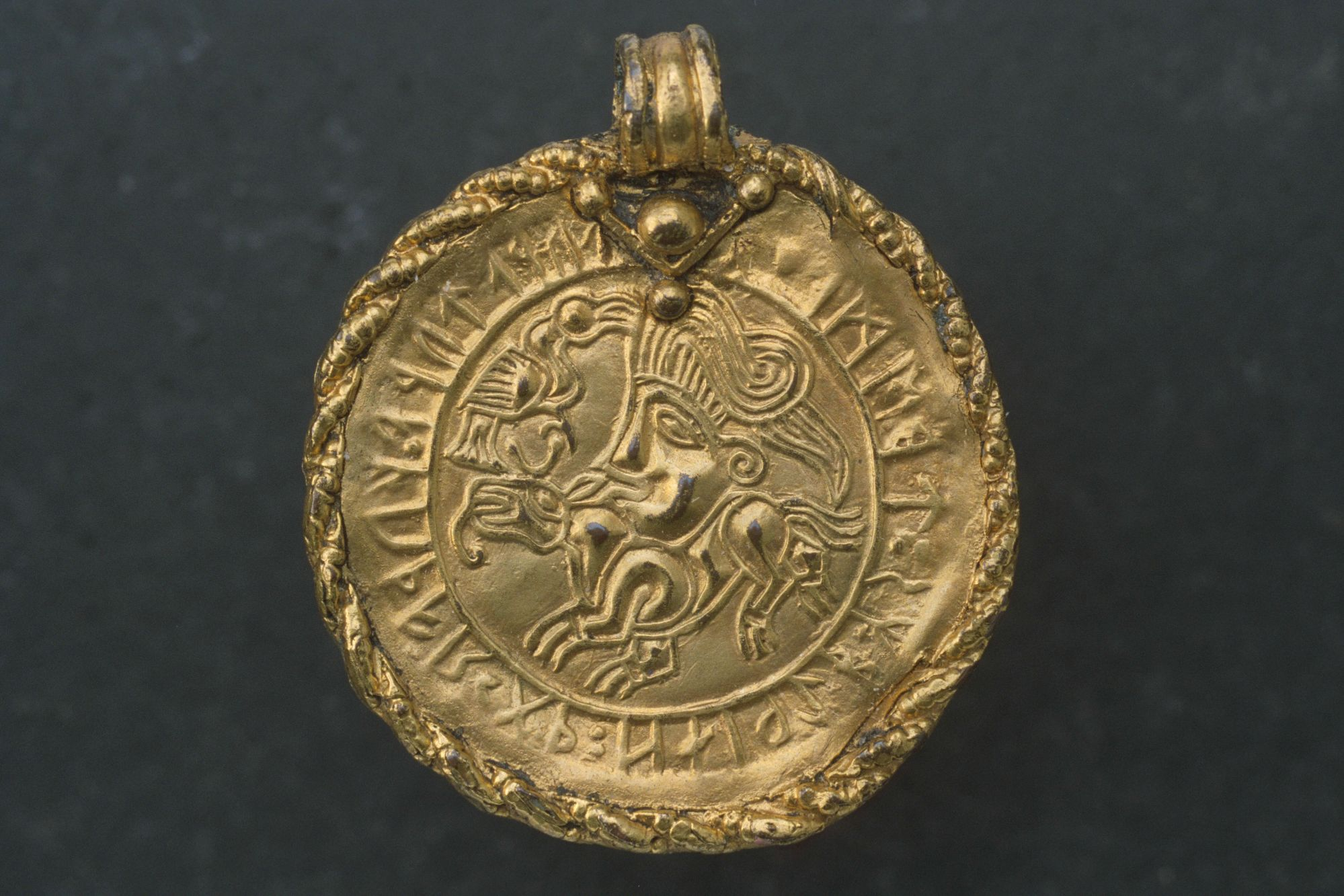
Zlatá medaile z Vadsteny, Östergötland, Švédsko

Germánský futhark prostý (nebo také starší futhark) je jedním ze způsobů zápisu runových znaků. Jedná se o nejstarší runovou abecedu a jeho název je odvozen od zvuku prvních run (F, U, Th, A, R, K). Pozdější verze se nazývají futhork (F, U, Th, O, R, K) – jedná se např. o anglosaský futhork (28 znaků) a vikinský futhork (16 znaků). Germánský futhark prostý obsahuje 24 run, které jsou rozděleny do tří skupin po osmi znacích, tzv. aettů (psáno též ætt). Aetty se nazývají po bohu, jemuž jsou zasvěceny (první je Freyův aett, třetí je Týrův aett), nebo podle první runy (druhý je Hagalaz aett).
Určité směry novopohanství typicky přisuzují runám "významy". Nebylo ale zatím prokázáno, že tento názor patřil k původnímu systému víry Germánů.

## Názvy run
Každá runa má svůj název, zvolený tak, aby reprezentoval zvuk příslušné runy, tzv. mnemotechnická pomůcka. Rekonstruované názvy v pragermánštině byly vytvořeny na základě jmen jednotlivých run v pozdějších runových abecedách a souvisejících jmen písmen gótského písma. U většiny názvů se jejich rekonstrukce opírá o jistotu, že se nacházejí jak u gótských písmen, tak u anglosaského futharku i u severských run. Názvy pocházejí ze slovníku každodenního života i mýtů; některé jsou neutrální, některé pozitivní a některé negativní:
- Z mytologie: Tiwaz – Týr, Thurisaz – Thór, Ingwaz – Frey, Bůh, člověk/muž, Slunce.
- Z přírody: Slunce, den, rok, krupobití, led, jezero, voda, bříza, tis, hrušeň, los, pratur.
- Z každodenního života: člověk/muž, majetek/grad, kůň, pozemek/dědictví, jízda/cesta, rok/úroda, dar, štěstí, potřeba, vřed/nemoc.

## Znaky
| Obrázek | Unicode | Pragermánský název | Význam názvu                                                            | Transliterace | IPA      |
| ------- | ------- | ------------------ | ----------------------------------------------------------------------- | ------------- | -------- |
|         | ᚠ       | fehu               | majetek, peníze, prosperita                                             | f             | [f]      |
|         | ᚢ       | uruz               | pratur, fyzická i mentální síla, odvaha, sebekontrola                   | u             | [u(ː)]   |
|         | ᚦ       | þurisaz            | trolí runa (velmi negativní), Thór, Jötunn, síla ničit i budovat, zbraň | þ, th         | [θ], [ð] |
|         | ᚫ       | ansuz              | bůh (jeden z Ásů), moudrost, inteligence, znalost, věštění              | a             | [a(ː)]   |
|         | ᚱ       | raido              | jízda, pohyb, cesta                                                     | r             | [r]      |
|         | ᚲ       | kaunaz             | oheň, světlo, vidět, vědět                                              | k             | [k]      |
|         | ᚷ       | gebo               | dar, svazek                                                             | g             | [ɡ]      |
|         | ᚹ       | wunjo              | štěstí, radost, úspěch                                                  | w             | [w]      |
|         | ᚺ ᚻ     | hagalaz            | krupobití, zranění, nemoc                                               | h             | [h]      |
|         | ᚾ       | naudiz             | potřeba, tíseň, nouze                                                   | n             | [n]      |
|         | ᛁ       | isaz               | led, zima, chlad                                                        | i             | [i(ː)]   |
|         | ᛃ       | jera               | rok, úroda, oslavy                                                      | j             | [j]      |
|         | ᛇ       | (e)i(h)waz         | tis červený, ochrana před kouzlem                                       | ï (nebo æ)    | [æː]     |
|         | ᛈ       | perþo              | strom v plodu, krb, ženské lůno                                         | p             | [p]      |
|         | ᛉ       | algiz              | ochrana, obrana (fyzická i psychická)                                   | z             | [z]      |
|         | ᛊ       | sowulo, sowilo     | Slunce, vítězství, síla k útoku                                         | s             | [s]      |
|         | ᛏ       | t(e)iwaz           | Týr, spravedlnost, čest, válka, řád, moc                                | t             | [t]      |
|         | ᛒ       | berkana(n)         | bříza, vyléčení, obnova                                                 | b             | [b]      |
|         | ᛖ       | ehwaz              | kůň, pokrok, přátelství, rychlost                                       | e             | [e(ː)]   |
|         | ᛗ       | mannaz             | člověk, muž                                                             | m             | [m]      |
|         | ᛚ       | laguz              | jezero, voda, intuice                                                   | l             | [l]      |
|         | ᛜ ᛝ     | inguz, ingwaz      | Frey, plodnost, mužský úd                                               | ŋ             | [ŋ]      |
|         | ᛟ       | oþila, oþala       | pozemek, dědictví, domov (země předků)                                  | o             | [o(ː)]   |
|         | ᛞ       | dagaz              | den, teplo, světlo, růst                                                | d             | [d]      |